# بروبيلايا (ميونخ)
البروبيلايا (بالألمانية:Propyläen) هي بوابة مدينة في ميونخ في الجانب الغربي من الكونيغبلاتز .

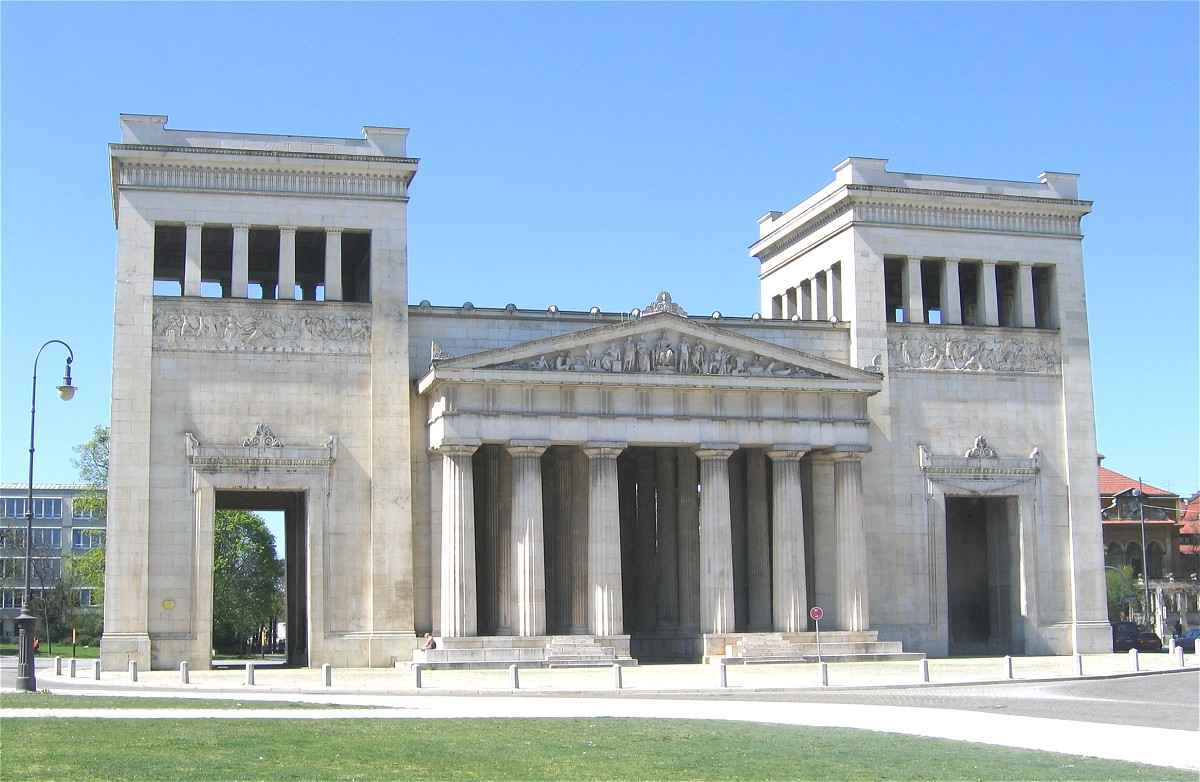
البروبيلايا في ميونخ

## التاريخ
أنشئ المبني على النظام الدوريسي، وتم إكماله من قبل ليو فون كلينزه في 1862 ويحاكي تصميمه البروبيلايا في أكروبوليس أثينا. تم إنشاء البوابة كنصب تذكاري لاعتلاء العرش من قبل أوتو ملك اليونان، الأبن للملك الأساسي لودفيغ الأول ملك بافاريا.

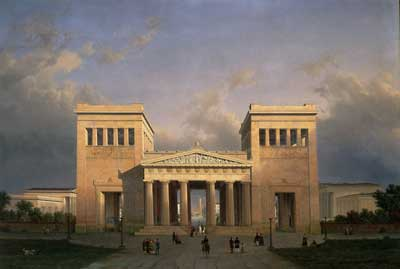
البروبيلايا في الكونيغبلاتز، رُسمت بواسطة ليو فون كلينزه في 1848